# HP-IL
HP-IL est l’abréviation de « Hewlett-Packard interface loop » signifiant « Boucle d’interface Hewlett-Packard » qui a été créé au début des années 1980. Contrairement à l'HP-IB qui est un bus d'interface parallèle, l'HP-IL est une boucle série dans laquelle on peut connecter et déconnecter des appareils de différents types.

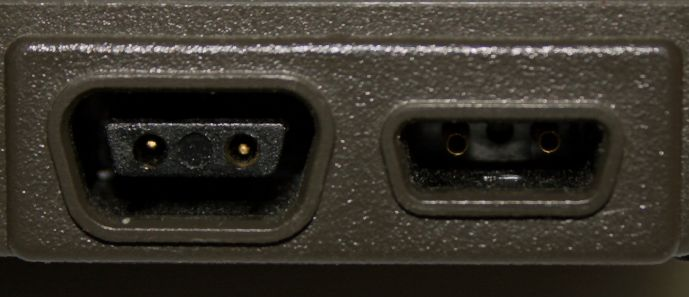
Connexion entrée+sortie à l’arrière d'un appareil

## Utilisation
Initialement HP s'en est servi pour connecter des ordinateurs à des appareils de mesure ne nécessitant pas une grande vitesse d'acquisition :
- unité d'acquisition ou de mesure : Voltmètre, Fréquencemètre, etc.
- unité de traitement d'information : calculatrice, ordinateur de bureau[2].

## Description
Le mode de communication n'est plus parallèle comme avec l'HP-IB mais en série comme l'USB actuel, mais avec un mode de connexion assez différent. Chaque périphérique possède un « port » d'entrée et un de sortie ; la boucle s’établit en reliant l'entrée de l'un à la sortie d'un autre, sachant que chaque sortie doit absolument être reliée à une entrée pour que la boucle soit toujours fermée.